# دزدی دریایی

پرچم بعضی از دزدان دریایی در قرن هفدهم

دزدان دریایی یا ملوانان آزاد به کسانی گفته می‌شود که سوار بر کشتی یا قایق به دزدی از کشتی‌ها روی آورده‌اند.

## تاریخ
دزدی دریایی باستانی
حدود ۷۵ سال پیش از میلاد مسیح، قبل از اینکه ژولیوس سزار امپراتور روم شود، توسط دزدان دریایی کیلیکیه (سیسیلی) اسیر شد و به عنوان گروگان به مدت ۶ هفته در جزیره‌ای کوچک نگه داشته شد تا رومی‌ها پولی را برای آزادی‌اش پرداخت کنند. سزار بعد از اینکه آزاد شد، با گروهی از سربازان به آنجا برگشت و همهٔ آنان را کشت.
دزدی دریایی کلاسیک
دزدی دریایی کلاسیک از زمانی شروع شد که کشورهای استعمارگر به فکر استخراج منابع از آمریکا افتادند. عده زیادی از ملوانان آن زمان برای سود بیشتر به دزدی دریایی روی آوردند. تعداد زیادی از دزدان دریایی را نظامیان فراری و یاغیان متمرد تشکیل می‌دادند. 
در آن زمان فرماندهان ارتش نیز خود در خفا به دزدی دریایی مشغول بودند. به نظر می‌رسید که دزدان دریایی خود از هیچ قانونی اطاعت نمی‌کنند اما آنان نیز قوانینی برای خود داشتند.
دزدی دریایی امروزی
دزدی دریایی امروزی از فقر زیاد کشورهای استوایی پدیدار شده‌است. این دزدی دریایی در میان قبایل سومالیایی به وفور دیده می‌شود. و اکنون محل اصلی زندگی آنها در خلیج عدن و سواحل یمن و سومالی و … است.

## دزدان رودخانه‌ای
در طول تاریخ در بسیاری از رودخانه‌های آسیا اروپا آفریقا و آمریکا رودخانه‌ها و دریاچه‌ها و تالاب‌ها کمینگاه دزدان دریایی بوده‌اند که مشهورترین آن‌ها دزدان رودخانه‌ای میسی سی پی و ولگا و در دوران قاجار دزدان رودخانه‌ای کارون بوده‌اند همچنین در سیل نوروز ۱۳۹۸ استان خوزستان در روستای آلبونیس در حوالی اهواز چهار قایق مسلح به اهالی روستا ازجمله شورای روستا حمله کردند که البته مورد اخیر در سیلاب اتفاق افتاده و مکان واقعه قبل از سیلاب قابلیت تردد قایق را نداشته‌است.

## پرچم

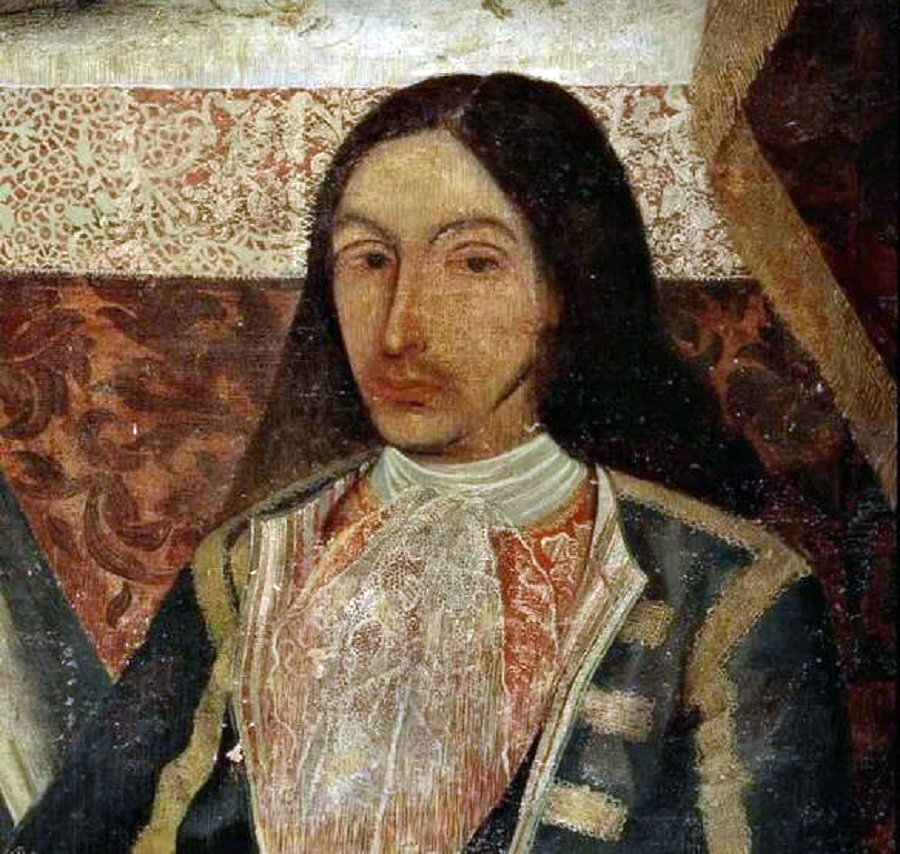
آمارو فارگو یکی از دزدان دریایی معروف‌ترین عصر طلایی دزدان دریایی بود.

پرچم دزدان دریایی در قسمت آمریکا و اروپا بیشتر از نشان یک جمجمه دو استخوان یا یک جمجمه و دو شمشیر بوده‌است. اما در قسمت‌های آسیایی و به خصوص در جزایر استوایی همچون بخش سنگاپور این پرچم‌ها به نمادهای خانوادگی هم تغییر می‌یافتند و حتی در برخی از پرچم‌ها نشانه‌هایی مثل ماهی و اژدها هم وجود داشت.
در برخی موارد نیز دزدان پرچم‌های دروغین را درست می‌کردند.

## دریازنی در خلیج فارس و ساحل دزدان
پادشاهان یا حکمرانان هرمز در دوران عظمت و اقتدار خویش حوزهٔ مسقط و منطقه‌ای در دریای عمان و حتی قسمتی از کرانه‌های جنوبی خلیج فارس را که بعداً ساحل دزدان دریایی (Pirate coast) نام گرفته‌است همیشه تحت کنترل قرار می‌دادند و به هر ترتیبی که بود در این مناطق محروسه و کرانه‌های جنوبی ایران مانع عملیات دریازنان گردیده و عنداللزوم آن‌ها را سرکوب می‌کردند و لذا می‌توان گفت که در قرن پانزدهم کم و بیش فعالیت دریازنان بر اثر وجود حکمرانان هرمز عقیم باقی می‌ماند. بعد از سپری شدن دورهٔ جلال و قدرت هرمز بدواً پرتغالی‌ها و سپس خاندان صفویه نمی‌گذاشتند دریازنی در خلیج فارس نضج بگیرد بعد از صفویه نیز هلندی‌ها و سپس بریتانیا کم و بیش کوشش‌های مؤثری در این زمینه به عمل آورده‌اند.
عوامل مساعد برای دریازنان
در حدود اواخر قرن هفدهم نه تنها هیچ‌کدام از عوامل بالا وجود نداشت که بتواند مانع گسترش و رشد دریا زنی و حوادث گوناگون آن گردد بلکه دو عامل مساعد موجب توسعه فعالیت دریا زنان و افزایش میزان جسارت یا قساوت آن‌ها می‌گردید.
یکی از این دو عامل بی نظمی‌های امارات و شیخ‌نشین‌های جنوبی خلیج فارس بر اثر قیام وهابیها بود و دیگری عدم وجود یک قدرت یک قدرت مرکزی توانا در مرکز ایران.
شیخ‌نشین‌های کوچک
از شبه‌جزیرهٔ قطر تا راس مسندم که در مقابل باب هرمز واقع شده‌است زمین‌های مسطحی دیده می‌شود که در فاصله‌های مختلف آن خورهای چندی وجود دارد. طول این کرانه‌ها در حدود ۶۵۰ کیلومتر است و از قدیم‌الایام تا امروز هر قسمتی از آن به وسیلهٔ قبیله‌ای اشغال شده و شیخ‌نشین کوچک یا قبیله یا قبیله منفردی را به وجود می‌آورند. این امارات یا قبایل کاملاً مستقل هستند و فقط هنگامی با هم متحد می‌شدند که دشمن واحدی آن‌ها را تهدید نماید. اکثر این قبایل با هم خصومت آباء و اجدادی داشته و غالباً به صورت قهر و ستیز با هم به‌سر می‌بردند.
ساحل دزدان
در نیمه شرقی این منطقه یعنی از سواحل ابوظبی تا رأس مسندم که در شمالی‌ترین نقطهٔ آن واقع شده‌است دریا زنی رونق بسزایی داشت. این شیوه زندگی یعنی طریقه تحصیل معاش از راه دزدی در دریاها و همچنین غارت کاروان‌ها در سال‌های آخر قرن هیجدهم عادی‌ترین و طبیعی‌ترین نحوه امرار معاش از برای اکثر سکنه این نواحی تلقی می‌شد. به همین جهت است که کرانه‌های عمان متصالح را در گذشته ساحل دزدان می‌گفتند و تا این اواخر نیز به همین نام اشتهار داشت.
بالاخره انگلیسی‌ها با برقراری سیستم قوی نظارت دریایی در منطقه خلیج فارس توانستند به این نابسامانی‌ها خاتمه دهند.
شدیدترین عملیات دریازنی
باید دانست که دریازنان در خلیج فارس هرگز خطری به بزرگی و وخامت فجایع سال ۱۸۰۸ پیش نیاورده‌اند. در حقیقت تا آن تاریخ نه از طرف آن‌ها کار عمده‌ای صورت گرفته بود و نه نیروهای ضد دریا زنی شدت عملی نشان داده بودند در سال ۱۸۰۸ بومیان سواحل عمان کم و بیش تحت فرمان سلطان بن صقر شیخ شارجه درآمده و نیرویی متشکل و بیش از حد تصور نیرومند و خونخوار به وجود آوردند. این‌ها به نیروهای انگلیسی خلیج فارس حمله‌ور شده آنان را غارت کردند و به کشت و کشتار وحشیانه‌ای در میان آن‌ها دست زدند؛ علاوه بر انگلیسی‌ها، اعراب و ایرانیان و تجارت دریایی آن‌ها نیز بدست دریا زنان به همین سرنوشت گرفتار آمد. اتفاقاً در سال ۱۸۰۷ یک نیروی متفق مرکب از انگلیسی‌ها و افراد مسقط به دریا زنان حمله‌ور شده و آنان را منهدم ساخته و جزیره قشم را از دستشان بدر آورده بودند.

## چشم‌بند دزدهای دریایی
بر اساس نظریه یک دانشمند مسائل دیداری، دزدان دریایی برای پوشاندن چشم‌های معیوب‌شان چشم‌بند نمی‌زدند، از آنجا که آن‌ها مجبور بودند به دفعات زیاد بالا و زیر عرشه کشتی بروند و به سرعت هر دو گروه افراد بالا و زیر عرشه را رهبری کنند، مجبور بودند، دید خوبی داشته باشند.
روی عرشه، صحنه در زیر درخشش نور آفتاب بسیار روشن بود و در زیر عرشه، تاریکی شدیدی حکمفرما بود. وقتی فرد از محیط تاریکی وارد محیط روشن می‌شود، چشم‌هایش به سرعت با نور زیاد تطابق پیدا می‌کند، اما وقتی عکس قضیه اتفاق می‌افتد، مدت زیادی طول می‌کشد تا چشم‌های فرد به تاریکی عادت کنند. این چند دقیقه زمان لازم برای تطابق برای تاریکی برای دزدان دریایی گاهی در حکم مرگ و زندگی بود، اما بستن یک چشم باعث می‌شد، آن‌ها موقع رفتن به محیط تاریکی با برداشتن چشم‌بند بتوانند، خیلی زودتر در تاریکی ببینند.